# Florent Gibouin
Pour les articles homonymes, voir Gibouin.

a Compétitions nationales et continentales officielles uniquement.

b Matchs officiels uniquement.
Dernière mise à jour le 18 juin 2014.
Florent Gibouin, né le 9 janvier 1986 à Soyaux, est un joueur français de rugby à XV et de rugby à sept qui évolue au poste d'arrière ou ailier. Il se reconvertit ensuite dans le domaine de la force athlétique et participe à de nombreuses compétitions nationales et internationales, et exerce en tant également en tant que préparateur physique auprès de clubs sportifs.

## Biographie
Lors de la saison 2008-2009, Florent Gibouin fait partie du centre de formation de l'ASM Clermont et joue avec les espoirs. Au mois de mai 2009, il dispute la finale du Championnat de France espoirs avec son club, inscrivant un essai, mais ils sont défaits par les Brivistes qui s'imposent grâce à un plus grand nombre d'essais marqués malgré un score de parité 19 partout.
Souffrant d'une dégénérescence musculaire au niveau des membres inférieurs depuis l'été 2012, le 17 juin 2014, Florent Gibouin annonce officiellement sa retraite sportive à 28 ans, contraint par une maladie neurologique.
En 2015 il se lance dans la force athlétique en spécialité développé couché. En 2017 et 2018, il décroche le titre de vice-champion de France en catégorie -120 kg. Il porte son record à 220 kg en 2018 et se qualifie pour les championnats d’Europe qui se déroulent à Bordeaux en août 2018[réf. nécessaire].
Il retourne ensuite vers le milieu du rugby, occupant le poste de préparateur physique du Stade langonnais de 2017 à 2019,.
En 2020, il prend en charge la préparation physique de l'équipe féminine de handball du CA Bègles, évoluant alors en deuxième division. Il devient par la suite responsable de la préparation physique du Stade pessacais UC handball qui évolue alors en Nationale 1, pendant deux saisons de 2021 à 2023.
Il fait par la suite son retour dans le rugby, intégrant l'équipe de préparateurs physiques du Stade rochelais, pensionnaire de Top 14.

## Palmarès

### En rugby à XV

#### En club
- 2008 : champion de France de beach rugby avec l'équipe des Bleus Sevens[réf. nécessaire]
- 2009 : vice-champion de France espoirs avec l'ASM Clermont Auvergne
- 2014 : champion de France de Fédérale 2 avec le Soyaux Angoulême XV

#### En équipe nationale
- 2004 : Grand Chelem avec l'équipe de France des moins de 18 ans dans le Tournoi des Cinq Nations[réf. nécessaire]
- 2004 : champion d'Europe FIRA avec Équipe de France des moins de 18 ans[réf. nécessaire]
- 2008 : vainqueur de la Plate avec l'équipe de France à sept à Hong Kong

### En force athlétique
- 2017 : vice-champion de France de développé couché Open -120 kg (215 kg)[réf. nécessaire]
- 2018 : vice-champion de France de développé couché Open -120 kg (220 kg)[réf. nécessaire]

## Statistiques en équipe nationale
- 2004 : équipe de France des moins de 18 ans, 4 sélections (Angleterre (2), Écosse, Italie)[réf. nécessaire]
- 2005 : équipe de France à sept, Jeux mondiaux de Duisbourg et tournoi FIRA de Moscou[réf. nécessaire]
- 2006 : équipe de France à sept, tournoi FIRA de Tbilissi[réf. nécessaire]
- 2007 : équipe de France à sept, tournoi FIRA de Lunel[réf. nécessaire]
- 2008 : équipe de France à sept, tournées de Wellington, San Diego, Hong Kong, Adélaïde, Londres, Édimbourg, Dubaï et George